# George Johnston Museum
Das George Johnston Museum ist ein Museum von knapp 300 m² Grundfläche im kanadischen Yukon. Es befindet sich in Teslin (bei Mile 804 am Alaska Highway) in einem Blockhaus und ist dem Leben des Namensgebers George Johnston (1894–1972) gewidmet sowie der Kultur der Tlingit im Gebiet des Teslin Lake.

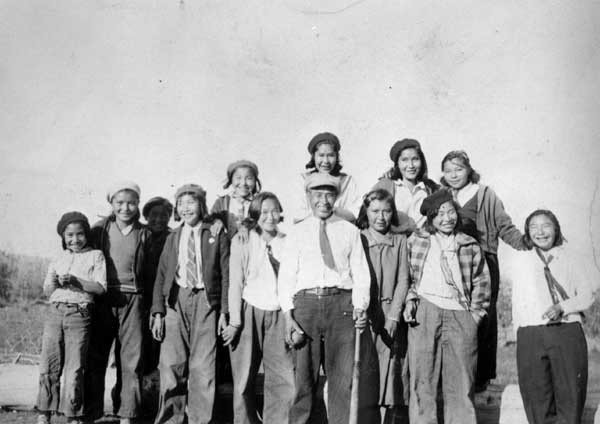
Johnston mit einer Mädchen-Baselballmannschaft, 1941

George Johnston war ein Tlingit-Trapper, der in Teslin lebte. Als erster Einwohner des Ortes legte er sich ein Auto zu. Von ca. 1910 bis 1945 war er zudem als Fotograf tätig und fertigte zahlreiche Aufnahmen vom Alltag der Tlingit an. 1973, ein Jahr nach seinem Tod, wurde das George-Johnston-Museum eröffnet.
Die Sammlung besteht aus rund 1100 Exponaten, dazu kommt ein Archiv. Dieses beinhaltet Dokumente zum Bau des Alaska Highway, des örtlichen Flugplatzes (Teslin Airport) und eine wachsende Fotosammlung, die auf den Arbeiten des Namensgebers aufbaut. Auch dessen 1928 angeschafftes Auto, ein Chevrolet, ist ausgestellt. Für dieses erste Auto im Yukon baute man eine vier Kilometer lange Piste, die später Teil des Alaska Highways wurde, oder Johnston fuhr damit über den zugefrorenen Teslin Lake.
Das Museum befindet sich zwei Kilometer nördlich der Nisutlin Bay Bridge, die blaue und rote Ausschilderung sowie der Wolfskopf beziehen sich auf die Moiety von George Johnston.
Geführt wird das Museum von einer Gruppe von Freiwilligen, ein Museologe übernimmt die wissenschaftliche Leitung. Es ist nur von Mitte Mai bis zum 1. September geöffnet.
Mitte 2021 wurde das Haus, nachdem es wegen der Covid-Pandemie ein Jahr geschlossen war, wiedereröffnet.